# Uta Schmuck
Uta Schmuck (Limbach-Oberfrohna, 19 agosto 1949) è un'ex nuotatrice tedesca orientale.

## Carriera
Ha fatto parte della staffetta che ha vinto la medaglia d'argento nella 4x100m stile libero alle Olimpiadi di Città del Messico 1968.

## Palmarès
- Giochi olimpici estivi

Città del Messico 1968: argento nella 4x100m stile libero.